# Leningrad (Band)

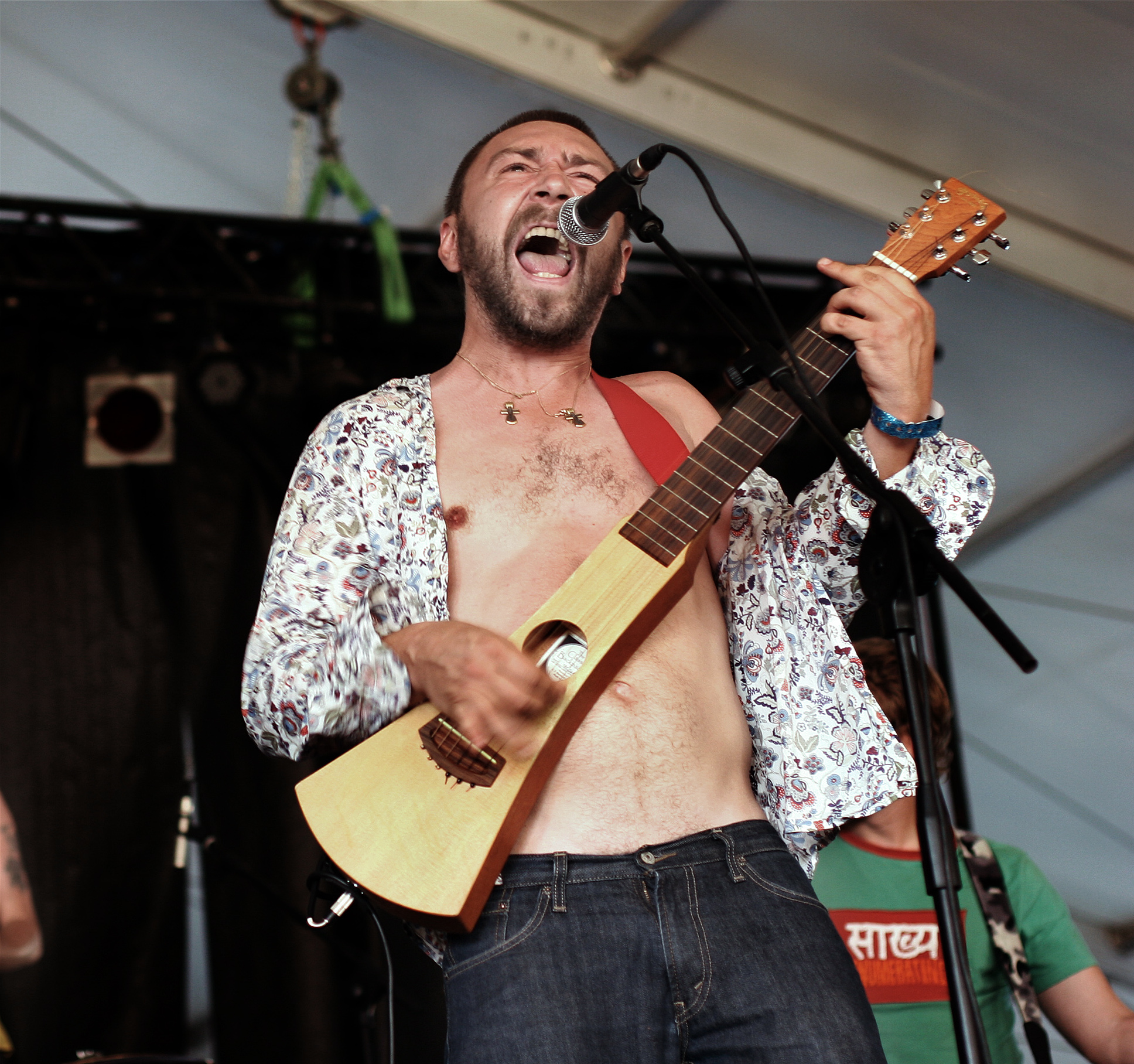
Sergei Schnurow 2007

Leningrad (russisch Ленинград, benannt nach dem ehemaligen Namen der Stadt Sankt Petersburg) ist eine russische Skacore-Band. Sie war die erste Underground-Band, die es regelmäßig in die russischen Charts geschafft hat und ist in Deutschland vor allem durch die „Russendisko“-Veranstaltungen und -CD Wladimir Kaminers bekannt.

## Geschichte
Die elfköpfige Band wurde 1997 von Sergei Schnurow gegründet, der vor seinen Auftritten unter anderem als PR-Berater eines Radiosenders und als Kunstfälscher arbeitete. Das erste Album der Band, Pulja, hinterließ einen bleibenden Eindruck. Kritiker verglichen den Erfolg und die Reaktionen mit denen auf das Sex-Pistols-Album Never Mind the Bollocks, Here’s the Sex Pistols im Vereinigten Königreich der 1970er Jahre. Anders als bei den Sex Pistols sind die Textinhalte aber weniger destruktiv. Die Band selbst sagt: „In unseren Liedern geht es nur um die positiven Seiten des Lebens, also um Wodka und Frauen“.
Am 25. Dezember 2008 wurde die Band von Sergei Schnurow aufgelöst, Schnurow begründete die Auflösung mit der Arbeit an seinem neuen Projekt Rubl.
Ende 2010 formierte sich die Band neu. Julija Kogan, die schon vorher als Backgroundsängerin bei der Band tätig war, kam als festes Mitglied hinzu. Sie übernahm auch den größten Anteil am Gesang auf dem neuen Album Chna. Auf der Bühne ist Schnurow aber weiter die treibende Kraft.

## Stil
Die Musik der Gruppe zeichnet sich durch eine von Album zu Album variierende Mixtur vielfältiger Einflüsse aus Rock, russischer Folklore, russischen Gaunerchansons und Hip-Hop bis hin zu Metal aus, welche in eingängigen und (harmonisch wie rhythmisch) einfachen Ska eingebaut werden. Ein Markenzeichen der Band ist neben einem über die Jahre beibehaltenen vielstimmigen Bläsersatz auch der markante Gesang des Frontmannes Sergei Schnurow, der insbesondere seit dem Album Piraty XXI weka an die Erodiertheit von Tom Waits erinnert und immer wieder in ein Brüllen, Kreischen oder Stöhnen übergeht. Zuweilen werden auch Einflüsse des Sängers Wladimir Wyssozki attestiert, die den Kompositionen des Albums Wtoroj Magadanski anzumerken seien (welches jedoch offiziell kein Album der Gruppe Leningrad ist, sondern unter dem Interpretentitel „Sergei Schnurow“ verkauft wird).
Seit dem Erscheinen des ersten Albums hatte sich der Stil der Band stark verändert. Glichen sich die Alben Mat bes Elektritschestwa, Datschniki und Made in Schopa stilistisch noch recht stark und wiesen geringe Vielfalt auf, so wurde auf den Veröffentlichungen seit 2001 mit jedem neu erschienenen Album ein etwas anderer musikalischer Weg beschritten. Piraty XXI Weka brachte eine starke Verbreiterung des musikalischen Spektrums mit sich. Erstmals findet man Latinorhythmen in der Musik der Band, gleichzeitig aber auch aggressive Lieder (zum Beispiel resinowy muschik). Seit Piraty XXI Weka gehören die Mitglieder der Band Spitfire zur festen Grundbesetzung von Leningrad. Das Nachfolgealbum Totschka zeigte dagegen sehr raue dissonante und lärmige Seiten und wies Züge eines Konzeptalbums auf (Drogenkonsum). Dlja Millionow hingegen brachte eine Rückkehr zu eingängigeren Melodien, aber auch eine bislang gebliebene Festlegung auf einen Sprechgesang, der auf einige Extravaganzen früherer Jahre verzichtet. Dem folgte das Konzeptalbum Babarobot mit revueartigem Aufbau und sehr verschiedenen Kompositionen. Mit Chleb wurde dann ein Album veröffentlicht, welches insbesondere in der Perkussion ungekannt harte Einflüsse aufwies und ähnlich wie Totschka und Dlja Millionow geringe stilistische Abweichungen der einzelnen Lieder untereinander zeigte. Das Album Babje leto setzte diese Tradition fort. Auf dem Album Awrora ging die Band wieder in die stilistische Richtung von Datschniki, also Rockmusik mit leichten Ska-Einflüssen.
2005 erschien das bereits im Jahre 2003 gemeinsam mit dem Londoner Trio The Tiger Lillies aufgenommene Split-Album Chuinja (14 Tracks, mindestens elf davon sind Kompositionen der Engländer, die selber jedoch nur an zwei Liedern musikalisch mitwirkten).

## Kontroversen
Leningrad waren und sind in den Augen vieler Menschen Russlands ein „rotes Tuch“, was wesentlich auf den reichlichen Gebrauch von Vulgärsprache (russischer Mat) zurückzuführen sein mag. Die Kompositionen der Band werden abseits von MTV in den Massenmedien des Landes selten gespielt, und vulgäre Textbestandteile in letzterem Falle regelmäßig herausgeschnitten. Zum Ruf der Band und von Sergei Schnurow als enfant terrible der russischen Popmusik trugen des Weiteren auch eine Vielzahl von Skandalen bei (unter anderem ein Nacktauftritt, Schlägereien bei Konzerten, im Alkoholrausch verlorene oder weggeworfene Auszeichnungen), wie auch das wenig dezente Auftreten in Videos und auf der Bühne (Rauchen, Konsum von Schnaps etc.). In Moskau hatte die Band für einige Jahre ein durch den Oberbürgermeister Juri Luschkow erwirktes Auftrittsverbot.
Tatsächlich sind die Texte Leningrads durch Obszönitäten geprägt. Oft wird scheinbar Nichtstun propagiert (Raspisdjaj), Kriminalität verharmlost (Swoboda, Malenki Maltschik, Krasny Moskwitsch), Alkoholismus als Normalzustand dargestellt oder von sexistischen Elementen Gebrauch gemacht. Schnurow tritt auf der Bühne regelmäßig in betrunkenem Zustand in Erscheinung. Als die Sängerin Zemfira einen Hit mit dem Titel Gesucht produziert hatte, in dem es um eine verzweifelte Liebe ging, veröffentlichten Leningrad sehr schnell den Titel Gefunden, in dem der gesunde Gruppensex als Heilmittel gegen Liebeskummer besungen wurde. Wladimir Kaminer zufolge ginge es im Großen und Ganzen in allen Texten Schnurows darum, „wie sehr exzessiv saufende, schlecht gekleidete Männer mit dicken Schwänzen unter unwilligen Nutten sowie ständigem Geldmangel zu leiden“ hätten.
Neben dem Verständnis der Texte im Sinne reiner Provokation kann diesen jedoch zuweilen auch ein satirischer Charakter zugesprochen werden, die vermeintlich typische Einstellungen junger Männer oder das Leben in Russland allgemein überzeichnen, wie insbesondere in den Alben Dlja Millionow, Babarobot und Chleb. Die Ernsthaftigkeit, mit der diese Lebenseinstellungen vorgelebt und artikuliert werden, mag die Popularität der Gruppe, wie auch die Aversionen gegen sie erklären.
Auf freche Art und Weise wird seltener auch politische Satire eingeflochten. So wurde Wladimir Putin – zum Zeitpunkt der Veröffentlichung Präsident des Landes – zum Antagonisten Schnurows im Video www, welcher St. Petersburg in ein Moskau verwandeln will, und außerdem durch einen Erlass ein Fußballspiel entscheidet.

## Haltung zum Krieg gegen die Ukraine
Die Band hat seit dem Beginn des russischen Überfalls auf die Ukraine 2022 mehrere Songs und Videos veröffentlicht, in denen sie direkt und indirekt die Invasion verurteilen. Im Song Geopolitik zum Beispiel, der den Konflikt auf ein Ehepaar und einer Hausgemeinschaft überträgt, nennt die Band die von Russland genannte „Spezialoperation“ ein Massaker. Im Song Nasha Economia (Unsere Wirtschaft) besingt Leningrad die Zerstörung und Beschränkung der russischen Wirtschaft durch einen sinnlosen Krieg und das Einfallen in fremde Länder. 
Kurz nach Kriegsbeginn veröffentlichte die Band hingegen einen Song in dem beklagt wird, dass Russen nun wie Juden in Berlin behandelt werden würden und dass beim Arzt nun Schilder aufgestellt werden würden, auf denen „Zutritt verboten für Russen und Hunde“ stehe, wobei in dem Song ausschließlich von der im Ausland lebenden russischen Bevölkerung gesprochen wird. Die Tageszeitung taz hat diesen Song als Beispiel für eine pro-russische Haltung herangezogen.

## Verschiedenes
Oft werden von Leningrad die Fragmente anderer musikalischen Stücke und Songs in ihre Lieder eingeflochten. Das Lied Gruppa krowi bezieht sich auf das gleichnamige Lied der Kultband Kino. So findet man das Thema des Apfelsinenliedes der Gruppe Blestjaschtschije im Lied kredit auf dem Album Chleb. Ein Teil des Refrains von swoboda ist ein Thema der Heavy-Metal-Gruppe Arija. Als Gruß an Jimi Hendrix wird die russische Nationalhymne in freier Interpretation auf der E-Gitarre gespielt. Leningrad sind weiterhin als Fans des Petersburger Fußballvereins Zenit St. Petersburg bekannt und veröffentlichten auf vielen Alben Lieder mit entsprechenden Bekenntnissen.

## Verfilmung
Im Jahr 2010 erschien ein Dokumentarfilm über die Band mit dem Titel Leningrad – Der Mann, der singt. Regie und Kamera führte Peter Rippl.

## Diskografie

### Alben
- 1999: Pulja (Пуля ‚Kugel, Geschoss‘), O.G.I Records
- 1999: Mat bes elektritschestea (Мат без электричества ‚Fluchen unplugged‘), Gala Records
- 2000: Datschniki (Дачники ‚Kleingärtner‘), Gala Records
- 2001: Pulja+ (Пуля+ ‚Kugel, Geschoss+‘) (2 CDs), O.G.I Records
- 2001: Made in Schopa (Made in Жопа, wobei Made in engl., also dt. ‚Hergestellt im Arsch‘) Gala Records
- 2002: Piraty XXI weka (Пираты XXI века ‚Piraten des 21. Jahrhunderts‘), Gala Records
- 2002: Totschka (Точка ‚Punkt‘), Gala Records
- 2003: Leningrad udelywajet Ameriku (Disk 1) (Ленинград уделывает Америку (Диск 1) ‚Leningrad macht Amerika hin (CD1)‘); Livealbum
- 2003: Leningrad udelywajet Ameriku (Disk 2) (Ленинград уделывает Америку (Диск 2) ‚Leningrad macht Amerika hin (CD2)‘); Livealbum
- 2003: Dlja Millionow (Для Миллионов ‚Für Millionen‘), Мистерия Звука
- 2004: Babarobot (Бабаробот ‚Das Roboterweib‘), Мистерия Звука & Шнур'ОК Records
- 2005: Chleb (Хлеб ‚Brot‘), Мегалайнер рекордз
- 2005: Huinya (von Хуйня ‚Scheißdreck‘, zusammen mit The Tiger Lillies), Мистерия Звука
- 2006: Babje leto (Бабье лето ‚(Alt-)Weibersommer‘), Гранд Рекордз & Шнур'ОК
- 2007: Awrora (Аврора ‚Aurora‘), Гранд Рекордз & Шнур'ОК
- 2011: Chna (Хна ‚Henna‘)
- 2011: Wetschny Ogon (Вечный огонь ‚Ewiges Feuer‘)
- 2012: Ryba (Рыба ‚Fisch‘)
- 2012: Wetscherny Leningrad (Вечерний Ленинград ‚Abendliches Leningrad‘)
- 2014: Farsch (Фарш ‚Hackfleisch‘)
- 2014: Pljasch nasch (Пляж наш ‚Der Strand ist unser‘)
- 2018: Всякое
- 2024: Синяя Богиня

### Singles (Auswahl)
- 2002: WWW
- 2016: Экспонат
- 2016: В Питере — пить
- 2017: Ч.П.Х.
- 2017: Вояж
- 2018: Жу-Жу (mit ST & Glukoza)
- 2019: i_$uss
- 2019: Кабриолет